# 비상동말단연결
비상동말단연결 (Non-homologous end joining, NHEJ)은 DNA의 이중가닥절단을 수선하기 위한 방법 중 하나이다. 비상동이라고 일컬어지는 이유는 수선을 위해 상동성을 가진 서열을 주형으로 이용하는 상동재조합 (Homologous Recombination, HR)과 달리 주형 없이 잘린 끝부분이 그대로 연결되기 때문이다. "NHEJ"라는 용어는 1996년 Moore와 Haber에 의해 지어졌다.

이중가닥 절단의 수선기작 - 비상동말단연결과 상동재조합

NHEJ는 일반적으로 수선을 하기 위해 microhomology라고 불리는 짧은 상동 DNA 서열을 이용한다. 이 microhomology들은 보통 이중가닥절단의 단일가닥 돌출부에 존재한다. 돌출부가 완전히 맞아떨어질 경우, NHEJ은 즉시 절단부를 수선하게 된다. 그리하여 일부 서열의 소실을 유발하는 부정확한 수선이 일어날 수 있으나, 돌출부가 완전히 맞아떨어지지 않는 경우가 대부분이다. 부적절하게 이루어진 NHEJ은 전좌를 일으킬 수 있고, 암세포의 지표인 텔로미어 (telomere)의 융합을 유발하기도 한다.
NHEJ은 진화적으로 생명체의 모든 계 (kingdom)에서 보존되어 온 특성으로, 포유류세포에서는 이중가닥절단의 수선에 주로 이용된다. 그러나, 출아효모(Saccharomyces cerevisiae)의 경우, 일반적인 실험실 환경에서 배양할 경우, HR이 더 우세하게 일어난다.
NHEJ 방법이 불활성화되는 상황에서 이중가닥절단은 microhomology-mediated end joining (MMEJ) 방법을 통해 수선이 되고, 이는 보다 오류가 발생하기 쉬운 방식이다. 이 경로의 경우, 말단의 절단부가 매우 짧은 microhomology를 보이게 되고, 그것을 기준으로 수선이 일어난다. MMEJ의 기준이 되는 microhomology의 경우 이중가닥절단의 말단부에 이미 단일가닥상태로 노출되어있다는 점에서 기존의 NHEJ과 차이를 보이게 된다. 이러한 수선 방식을 택할 경우, 양쪽 microhomology 사이에 있는 DNA 서열은 결실된다.

## 세균에서
Escherichia coli를 포함하여 많은 세균의 종에서는, 이중가닥절단을 수선하기 위해 말단을 연결하는 방식이 아닌 상동재조합 방식을 택한다. 그러나, Bacillus subtilis, Mycobacterium tuberculosis, Mycobacterium smegmatis 등 몇몇 세균들에서는 NHEJ 단백질들이 밝혀진 바 있다.
보다 간소한 버전의 NHEJ를 이용하는 세균은 2가지의 단백질(Ku homodimer, 다기능성 연결효소/중합효소/핵산분해효소인 LigD)을 필요로 한다. 마이코박테리아 (mycobacteria)에서 일어나는 NHEJ는 효모에서 일어나는 NHEJ에 비해 오류 발생이 더 잦다. 즉, 수선이 일어나는 동안 이중가닥 절단의 말단부로부터 염기가 첨가되거나 결실되는 현상이 발생한다.  NHEJ 단백질을 가지고 있는 많은 세균들은 그들의 생활주기의 대부분을 재조합 주형이 접근하기 어려운 정적 반수체 상태 (a stationary haploid phase)로 보내게 된다. NHEJ는 아마도 건조기간동안 유발되는 이중가닥절단으로부터 이러한 유기체들이 살아남도록 하기 위해 진화되어 온 결과물일 것이다. Mycobacterium smegmatis와 연관된 mycobacteriophage인 Corndog와 Omega 역시 Ku 유사 유전자를 가지고 있으며, 숙주에 감염하는 동안 그들의 유전체를 원형으로 만들기 위하여 NHEJ를 활용한다. 세균에서 광범위하게 연구되어 온 상동재조합과는 다르게, NHEJ는 본래 진핵생물에서 발견되었고, 원핵생물에서는 불과 몇 십 년 전에 그 존재가 밝혀졌다.

## 진핵생물에서
2가지 단백질만이 NHEJ에 관여하는 세균과 달리, 진핵생물의 NHEJ는 단계별로 다양한 단백질이 관여한다.

### 말단 결속 및 테더링
효모에서, Mre11-Rad50-Mrx2 (MRX) 복합체는 초기 이중가닥 절단부로 소환되어 DNA 말단들을 연결해주는 가교 역할을 하는 것으로 생각된다. 이에 해당하는 포유류의 복합체로는 Mre11-Rad50-Nbs1 (MRN)이 있으며, NHEJ에 관여한다. 그러나 MRN은 가까이 있는 말단을 붙잡아주는 역할을 넘어서 다양한 단계에서 작용할 것으로 보인다. DNA-PKcs 또한 포유류의 NHEJ 동안 말단을 연결해주는 데 관여를 할 것으로 생각된다.
진핵생물의 Ku 단백질은 Ku70과 Ku80으로 이루어진 이형이합체로, DNA-PKcs (포유류에는 존재하나 효모에는 존재하지 않음)와 복합체를 이룬다. Ku는 DNA 말단으로 끼어들어가서 안쪽으로 전위를 일으키는 바구니모양의 분자이다. 이는 다른 NHEJ 관련 단백질들을 위한 결합부위의 역할을 하는 것으로 보이며, DNA 연결효소 IV 복합체 및 XLF 단백질과 상호작용도 하는 것으로 알려져 있다.

### 말단 가공
말단가공은 핵산분해효소에 의해서 손상되거나, 잘못 맞추어진 뉴클레오타이드를 제거하는 과정과 DNA 합성효소에 의해서 재합성되는 과정을 말한다. 이 과정은 DNA 말단이 서열상 결합 가능한 상태이고 3' hydroxyl 말단과 5' phosphate 말단을 지닌 경우 불필요하다.
NHEJ에서 핵산분해효소의 기능은 거의 알려져 있지 않다. Artemis는 V(D)J 재조합이 일어나는 동안 DNA 말단에서 일어나는 hairpin 구조를 풀기 위해 필요하다. 또한, 일반적인 NHEJ 동안 말단을 다듬는 과정에도 관여한다. Mre11은 핵산분해효소 활성을 가지지만, 이는 상동재조합에 관계되며 NHEJ와는 무관한 것으로 보인다.
X family DNA 중합효소, Pol lambda 그리고 Pol mu (Pol 4)는 NHEJ동안 빈틈을 채워주는 역할을 한다. 중합효소 4가 결실된 효모의 경우 gap을 채우기 위해 필요한 3' 돌출부의 연결은 불가능하지만, 5' 돌출부에서 gap을 채우는 것은 충분히 가능하다. 왜냐하면, DNA 합성을 위해 이용되는 프라이머 말단이 특정 NHEJ 중합효소를 필요로하는 3' 돌출부에서 더 불안정하기 때문이다.

### 연결
촉매 소단위체인 LIG4 (DNA 연결효소 IV)와 그것의 보조인자인 XRCC4 (효모의 Dnl4와 Lif1에 해당)로 이루어진 DNA 연결효소 IV 복합체는 수선의 연결 과정을 담당한다. "Cernunnos"로도 알려진 XLF 단백질은 효모의 Nej1과 상동성을 가지는데 이 또한 NHEJ에 필요하다. XLF 단백질의 명확한 기능에 대해서는 알려지지 않았지만, XLF는 XRCC4/DNA 연결효소 IV 복합체와 상호작용하는 것으로 보이고, 연결 단계에 관여하는 것으로 보인다. 최근 XLF가 연결 후의 DNA 연결효소 IV의 re-adenylation (연결효소를 재충전하고 2차적인 연결을 촉매할 수 있도록 함)을 촉진한다는 근거가 밝혀진 바 있다.

### 기타
효모에서, Sir2는 본래 NHEJ와 관련된 단백질로 밝혀졌으나, 지금은 Nej1의 전사에 필요하다는 점에서 오직 NHEJ를 위해서 필요한 단백질임이 알려졌다.

## 조절
이중가닥 절단이 발생했을 때, NHEJ와 HR 중 어떤 것을 수선 기작으로 택할지는 재조합의 초기 단계인 5' 말단 절제 시에 결정된다. 이 단계에서, 절단부의 5' 가닥은 핵산분해효소에 의해 분해되고 긴 3' 단일가닥 꼬리를 만들게 된다. 절제되지 않은 이중가닥 절단은 NHEJ에 의해 다시 연결될 수 있지만, 약간의 뉴클레오티드만 절단이 되어도 NHEJ는 강하게 억제되고 재조합에 의한 수선으로 그 방식이 결정되게 된다. NHEJ는 세포 주기 내내 활성상태에 있지만, 상동인 주형이 재조합을 위해 접근할 수 없는 G1기에 특히 중요하다. 이 조절은 cyclin 의존적 인산화효소인 Cdk1 (효모의 Cdc28에 해당)에 의해 가능하다. Cdk1은 G1기에는 발현하지 않고, S기와 G2기에 발현하는 단백질로, 핵산분해효소인 Sae2를 인산화한다.

## V(D)J 재조합
NHEJ는 척추동물 면역계에서 B 세포 수용체와 T 세포 수용체의 다양성을 확보하는 단계 중 하나인 V(D)J 재조합에서 중요한 역할을 한다. V(D)J 재조합에서, 재조합 활성 유전자인 RAG1/RAG2 핵산분해효소 (재조합 신호 서열에서 DNA를 절단하는 역할을 함)에 의해 hairpin으로 싸여있는 이중가닥절단이 만들어진다. 이 hairpin들은 Artemis 혹은 DCLRE1C 핵산분해효소에 의해 열리게 되고 NHEJ에 참여한다. 림프기관에서만 발현하는 특이적인 DNA 중합효소인 TdT (Terminal deoxynucleotidyl Transferase)는 절단부가 연결되기 전 아무런 주형 없이 몇몇 뉴클레오티드를 첨가한다. 이 과정은 B 세포 수용체 또는 T 세포 수용체 유전자의 가변부위를 형성하는 "variable" (V), "diversity" (D), 그리고 "joining" (J) 지역을 연결해준다. 정확한 수선이 가장 최적의 결과물로 여겨지는 전형적인 NHEJ와는 다르게, 오류를 발생하는 V(D)J 재조합은 이들 유전자에서 암호화 서열의 다양성을 증진시킬 수 있다는 점에서 이점이 있다. NHEJ와 관련된 유전자들에 변이가 생긴 환자들의 경우, 제대로 기능하는 B 세포와 T 세포를 만들어 낼 수 없게 되고 중증 합병성 면역결핍장애 혹은 SCID라는 질병을 겪게 된다.

## 텔로미어에서
텔로미어는 일반적으로 이중가닥 절단으로 인식되지 않기 위해 "cap"에 의해 보호되고 있다. 따라서 "capping" 단백질의 소실은 텔로미어의 단축을 유발하게 되고 부적절한 NHEJ로 이어질 수 있다. 이는 이동원염색체 (dicentric chromosomes)를 만들 수 있다. 역설적으로, 일부 NHEJ 단백질들은 텔로미어의 "capping"에 관여한다. 예를 들어, 텔로미어에 존재하는 Ku 단백질이 결실될 경우 텔로미어의 단축을 유발한다. Ku는 또한 telomere 인접부의 silencing에도 필요하다.

## 기능 이상의 결과
사람이 겪는 일부 증후군들은 NHEJ가 제대로 일어나지 못함과 관련이 있다. LIG4와 XLF의 hypomorphic 변이는 각각 LIG4 증후군과 XLF-SCID를 일으킨다. 이러한 증후군들은 세포의 방사선감수성, 소두증, 그리고 SCID를 포함하여 많은 특성을 공유한다. Artemis의 기능상실 돌연변이 역시 SCID의 원인이 되지만, 이 환자들의 경우, LIG4나 XLF변이와 관련된 신경적 결함은 나타내지 않는다. 질병의 심각도는 변이된 단백질의 역할에 따라 달라진다. Artemis는 핵산분해효소로 손상된 말단을 가진 DSB의 수선에만 필요한 반면, DNA 연결효소 IV나 XLF의 경우 모든 NHEJ 사건에 관여하는 것으로 생각된다.
많은 NHEJ 유전자들이 knockout mouse로 만들어져왔다. XRCC4나 LIG4의 결실은 mouse에서 배아단계 치사 (lethality)를 유발하였고, 이는 NHEJ가 포유류에서 생존에 필수적임을 의미한다. 반면, Ku나 DNA-PKcs가 없는 mouse는 생존이 가능하였고, 이는 이들 단백질이 없는 상태에서도 낮은 수준으로 말단 연결이 일어날 수 있음을 의미한다. 모든 NHEJ 변이 mouse는 SCID 표현형을 나타내고, 전리방사선에 민감하며, 신경성 세포자멸사 (neuronal apoptosis)를 보인다.

## 노화
Mouse에서 NHEJ의 효율을 측정하는 시스템이 개발되어왔다.
NHEJ 효율은 같은 mouse에서도 조직별로 비교될 수 있고, 서로 다른 연령의 mice 간 분석도 가능하다. 그 효율은 피부, 폐와 신장의 섬유아세포에서 보다 높게 나타났고, 심장 섬유아세포와 뇌의 성상세포에서 낮게 나타났다. 뿐만 아니라, 나이가 들수록 NHEJ의 효율이 감소하는 것으로 나타났다. 5 month (young)와 24 month (old) mice를 비교할 때, 조직에 따라 1.8~3.8배의 효율 감소를 관찰할 수 있었다.
NHEJ의 감소는 원치 않았던 혹은 잘못 수선된 DNA 이중가닥 절단을 증가시킬 수 있고, 이는 곧 노화에 기여하게 된다. NHEJ 단백질인 Ku80에 대한 사람, 소 그리고 생쥐에서의 분석은 Ku80의 발현이 종마다 매우 심하게 차이가 나며, 이 발현 수준이 종의 수명에 강하게 연관이 되어있음을 보여주었다.

## 사람세포에서 NHEJ에 관여하는 단백질들의 목록
- Ku70/80
- DNA-PKcs
- DNA Ligase IV
- XRCC4
- XLF
- Artemis
- DNA polymerase mu
- DNA polymerase lambda
- PNKP
- Aprataxin
- APLF